# Австро-німецький договір
Австро-німе́цький до́говір 1879 — таємний міжнародний договір про союз між Австро-Угорщиною та Німецькою імперією, направлений проти Росії. Укладений за ініціативи райхсканцлера Німецької імперії Отто фон Бісмарка 7 жовтня 1879 року у Відні та підписаний німецьким послом Рейсом та міністром іноземних справ Австро-Угорщини Дьюлою Андраші. Уряд Австро-Угорщини під час переговорів прагнув обмежити союзницькі зобов'язання тільки випадком війни проти Росії, в той час, як німецька сторона бажала поширити їх і на випадок війни проти Франції. 

## Зміст
У преамбулі договору йшлося про мирні цілі сторін, що домовляються і про його суто оборонний характер. Стаття перша договору передбачала, що якщо одна зі сторін договору зазнає нападу з боку Росії, обидві сторони мають виступити на допомогу одне одному усіма своїми збройними силами, і не укладати миру інакше, як за взаємною згодою. Стаття друга передбачала, що в разі нападу на одну зі сторін не Росії, а якоїсь іншої держави, друга зобов'язується дотримуватися дружнього нейтралітету. Якщо ж нападник отримає допомогу з боку Росії, то автоматично набирає чинності стаття перша договору. Інші три статті визначали п'ятирічний термін дії договору, умови його подовження, збереження договору в таємниці та порядок ратифікації. Вперше опублікований (частково) 3 лютого 1888 року.

## Наслідки
Даний договір став першим із договорів, що призвели до утворення військового блоку на чолі з Німеччиною і до поділу країн Європи на два ворожі табори, що зіткнулися між собою у Першій світовій війні. Він зіграв велику роль у визначенні зовнішньої політики Німеччини та Австро-Угорщини в 1879—1918 роках.